# Ayrat Mardeev
Ayrat Mardeev (en russe : Айрат Ильгизарович Мардеев), né le 1er janvier 1987 à Naberejnye Tchelny, est un pilote de rallyes russe, spécialiste de rallyes-raids en camions.

## Biographie
Son père est le pilote de camion Ilgizar Mardeev.

## Palmarès

### Résultats au Rallye Dakar
| Année | Categorie | Marque | Poste                        | Position           | Victoires d'étapes |
| ----- | --------- | ------ | ---------------------------- | ------------------ | ------------------ |
| 2009  | Camion    | Kamaz  | Mécanicien d'Ilgizar Mardeev | 4e                 | -                  |
| 2011  | Camion    | Kamaz  | Mécanicien d'Ilgizar Mardeev | 4e                 | -                  |
| 2013  | Camion    | Kamaz  | Pilote                       | 2e                 | 1                  |
| 2014  | Camion    | Kamaz  | Pilote                       | Abandon (étape 10) | -                  |
| 2015  | Camion    | Kamaz  | Pilote                       | 1er                | 2                  |
| 2016  | Camion    | Kamaz  | Pilote                       | 2e                 | -                  |
| 2017  | Camion    | Kamaz  | Pilote                       | 5e                 | -                  |
| 2018  | Camion    | Kamaz  | Pilote                       | 3e                 | 1                  |
| 2019  | Camion    | Kamaz  | Pilote                       | Abandon (étape 6)  | -                  |
| 2021  | Camion    | Kamaz  | Pilote                       | 3e                 | 1                  |

### Rallye de la Route de la Soie
- Vainqueur en 2012 et 2016